# Casque d'or
La película Casque d'or conocida en la Argentina como En un suburbio de París, en España como París, bajos fondos y en México y Uruguay como La reina del hampa es una película francesa de 1952 dirigida por Jacques Becker. La historia se basa libremente en un infame triángulo amoroso entre la prostituta Amélie Élie y los jefes de pandillas apaches Manda y Leca, que fue el tema de muchas historias sensacionalistas en 1902.

## Reparto
- Simone Signoret: Marie (Amélie Élie)
- Serge Reggiani: Georges Manda
- Claude Dauphin: Félix Leca
- Raymond Bussières: Raymond
- Gaston Modot: Danard
- Paul Barge: el inspector Juliani

## Participación en festivales
1.ª Semana Internacional del Cine de San Sebastián
| Certamen                  | Resultado |
| ------------------------- | --------- |
| Exhibición no competitiva | Incluida  |